# Tháng 9 năm 2005
Trang này liệt kê những sự kiện quan trọng vào tháng 9 năm 2005.

## Chủ nhật, ngày18 tháng 9
- Bầu cử tại Đức: không liên minh nào nhận được đa số phiếu.

## Thứ ba, ngày27 tháng 9
- Bão số 7 (bão Damrey) đã đổ bộ vào Việt Nam với sức gió giật cấp 11 - 12, sau khi gây nhiều thiệt hại lớn ở đảo Hải Nam, Trung Quốc. Đây là cơn bão mạnh nhất trong gần 10 năm và hiện một số tuyến đê tại Nam Định và Thanh Hoá đã bị vỡ.